# Zdeněk Chalabala
Zdeněk Chalabala (18. dubna 1899 Uherské Hradiště – 4. března 1962 Praha) byl český klavírista, houslista, hudební publicista, hudební pedagog a významný operní dirigent, který během svého života působil v Praze, Ostravě, Brně, Bratislavě a v Moskvě.

## Stručný životopis
Pocházel z umělecké rodiny, jeho matka Otýlie byla varhanicí, sbormistryně, dirigentka a klavíristka. V mládí se učil hrát nejprve na klavír, později i na housle. Zpočátku také jako houslista vystupoval na různých společenských akcích zejména během svých studií na gymnáziu v Uherském Hradišti, kde hrál i ve studentském orchestru. Později v Moravských Budějovicích založil i vlastní komorní orchestr, jednalo se o kvarteto, působil zde i jako sbormistr pěveckého sboru vedeného jeho matkou. Na housle hrál i po maturitě během své vojenské služby ve Vídni. Ve Vídni také studoval soukromě hudbu a práva, ve studiu práv pokračoval v Praze, nicméně studia práv nedokončil a přestoupil na brněnskou konzervatoř. Zde studoval kromě hry na klavír především komponování, po absolutoriu této školy pokračoval kompoziční mistrovskou třídou Leoše Janáčka. Během svých studií založil spolek Hudební svaz vysokoškolského studentstva. Od roku 1921 pak na brněnské konzervatoři sám vyučoval. S dirigováním na veřejnosti začal již v roce 1919, v roce 1924 spoluzaložil se svými přáteli Slováckou filharmonii. V roce 1925 odešel dirigovat operu do Brna. V roce 1929 se stal 1. dirigentem tamější opery, později zde působil i jako její hlavní dramaturg. V té době započal také svoji spolupráci s Českou filharmonií. Od roku 1936 pod vlivem dirigenta Václava Talicha odešel do Prahy, kde působil jako dirigent opery Národního divadla. Během svého působení v Praze pracoval také jako významný hudební publicista. Po roce 1945 byl odeslán do Ostravy, kde působil až do roku 1947, poté se na necelý rok vrátil do Prahy a odtud v roce 1948 odešel zpátky do Brna. Od roku 1952 byl šéfdirigentem opery v Bratislavě, v roce 1953 se opět vrátil do Národního divadla v Praze jako šéfdirigent jeho opery. Po úspěšném zájezdu Národního divadla do Moskvy v roce 1955 dostal nabídku dirigovat v moskevském Velkém divadle, kde působil od roku 1956 až do roku 1959. Od počátku 60. let až do své smrti v roce 1962 pak opět působil jako šéfdirigent opery Národního divadla.
V roce 1953 mu byl udělen titul zasloužilý umělec, 1958 byl jmenován národním umělcem.
Je pohřben na pražském Vyšehradském hřbitově.
V Praze 13 a v Brně-Kohoutovicích je po něm pojmenována ulice – Chalabalova., 